# Феррерсы
Феррерсы (англ. Ferrers) — английский знатный род нормандского происхождения, известный с XI века. Его представители носили титулы графов Дерби, баронов Феррерс из Гроуби, баронов Феррерс из Чартли и баронов Феррерс из Уэма.

## История

### Происхождение рода
Первым достоверно известным предком рода Феррерсов был Валшелин де Феррьер, который был владельцем сеньории Феррьер-Сен-Хиллар в Центральной Нормандии, в долине реки Рисль на территории современного департамента Эр, давшей название роду. По сообщению Гильома Жюмьежского он погиб около 1035/1045 года в битве против Гуго де Монфора. Его сын, Генрих де Феррьер (ум. 1101), сеньор де Феррьер и де Шамбре, принимал участие в нормандском завоевании Англии и, по сообщению Роберта Васа, участвовал в битве при Гастингсе в 1066 году.
В последующие годы Генрих получил от Вильгельма Завоевателя обширные земельные владения в Англии. Первоначально служил кастеляном замка Стаффорд. Около 1067 года он получил от короля ряд владений в Беркшире и Уилтшире, конфискованные у Годрика, бывшего англосаксонского шерифа Беркшира. К концу 1068 года Генриху были также пожалованы земли другого англосаксонского тэна в Бакингемшире, Ноттингемшире, Беркшире и Эссексе. В 1070 году в его владение перешёл уэпентейк Эпплтри, охватывающий значительную часть южного Дербишира, уступленный Гуго д’Авраншем, ставшим в то время графом Честера. Наконец, в 1071 году, после подавления последнего англосаксонского восстания, Генрих получил обширные земли Сиварда Барна, соратника Хереварда, который сражался с норманнами на острове Или. Помимо маноров в Беркшире и Эссексе, владения Сиварда включали земли в Глостершире, Уорикшире, Ноттингемшире и Дербишире. По данным «Книги страшного суда» к 1085 году Генрих де Феррьер располагал 210 манорами в различных частях Английского королевства, главным образом в Дербишире и Лестершире. Его главной резиденцией стал замок Татбери (первоначально в Дербишире, в настоящее время — в Стаффордшире), который он значительно укрепил и рядом с которым основал монастырь. Кроме того Генрих построил замки Пилсбери в западном Дербишире и Даффилд, охраняющий переправу через Деруэнт. Генрих де Феррьер, очевидно, был крупнейшим землевладельцем Дербишира и Стаффордшира и принадлежал к высшему слою англонормандской аристократии.

### Феррерсы из Дерби
Генрих оставил несколько сыновей. Из них старший, Ингенульф, унаследовал нормандские владения отца, а также некоторые английские владения (Лечлейд в Глостершире и Окем в Ратленде), которые в начале XIII века через его правнучку перешли во владение дома Мортимеров. Ингенульф был родоначальником французского рода сеньоров де Феррьер и де Шамбре, угасшего в 1502 году. Основные же английские владения унаследовал третий сын Генриха — Роберт де Феррьер (Феррерс) (ум. 1139), ставшим родоначальником английского рода Феррерсов. Он был богатым землевладельцем, которому принадлежало 200 маноров в различных частях страны, прежде всего в Дербишире и Лестершире. Во время гражданской войны в Англии 1135—1154 годов Роберт держал сторону Стефана Блуаского. В 1138 году он участвовал в знаменитой «битве Штандартов», в которой внёс, по мнению современников, значительный вклад в победу. В награду король Стефан пожаловал ему титул графа Дерби, хотя в современных ему источниках Роберта чаще называют графом Ноттингема или графом Феррерсом. Его сын, Роберт де Феррерс, 2-й граф Дерби, как и отец поддерживал короля Стефана.
После вступления на престол Генриха II Плантагенета тот отказался признать за Робертом, а затем за его сыном и наследником Уильямом титул графа Дерби. Кроме того, король в 1155 году конфисковал у Уильяма Певерела, деда Уильяма по матери, замок Певерил, который Уильям считал своим наследством. В итоге, недовольный королём, Уильям де Феррерс стал одним из лидеров восстания Генриха Молодого, сына Генриха II, но 31 июля 1174 года в Нортгемптоне был пленён вместе с королём Шотландии, графами Честером и Линкольном и многими своими людьми из Дербишира. За участие в восстании король конфисковал у Уильяма замки Татбери и Даффилд (и, возможно, Пилсбери), а также присудил штраф в 200 марок. Впрочем, позже Уильям вернул расположение короля и верно служил его преемнику, Ричарду I Львиное Сердце, в составе армии которого в 1189 году отправился в Третьем крестовым походе, где и погиб под стенами Акры в 1190 году.
Наследник Уильяма, Уильям де Феррерс, 4-й граф Дерби (ум. 1247), 4-й граф Дерби, пользовался расположением короля Иоанна Безземельного, который после вступления на престол в 1199 году официально признал за Уильямом титул графа Дерби, а также подарил поместья в Эшбурне и Уиксуорте. Во время первой баронской войны граф Дерби поддерживал короля Иоанна, а затем Уильяма Маршала, действовавшего от имени Генриха III, малолетнего наследника Иоанна. По окончании войны Уильяму было разрешено сохранить до наступления 14-летия короля королевские замки Болсовер, Пик и Хорстон (Хорсли). Когда в 1222 году Генрих III достиг 14 лет, его опекуны постарались вернуть замки, что вызвало гнев графа Дерби.
Наследник Уильяма, Уильям де Феррерс, 5-й граф Дерби, от матери, сестры Ранульфа де Блондевиля, 4-го графа Честера, после смерти последнего в 1232 году получил ряд его владений, включая замок Чартли. Он умер в 1254 году его старший сын и наследник, Роберт де Феррерс, 6-й граф Дерби (ум. 1279), оказался одним из наиболее богатых английских магнатов. В войнах Генриха III и баронской оппозиции во главе с Симоном де Монфором в середине XIII века (второй баронской войне) Роберт де Феррерс принял сторону последнего, за что после победы короля в битве при Ившеме в 1265 году лишился всех своих владений. Ему удалось их вернуть ценой уплаты огромного выкупа, но в 1266 году Роберт вновь присоединился к мятежу против короля. Потерпев поражение, граф Дерби был арестован, обвинён в государственной измене и заключён в тюрьму. Его владения и титулы были конфискованы. Хотя в 1269 году Роберту удалось выйти на свободу, ему были возвращена лишь малая часть бывших владений семьи, тогда как основная их часть осталась в распоряжении короля и стала ядром герцогства Ланкастер, домениального владения королевской фамилии, пользующегося особым правовым статусом.
Потомки Роберта де Феррерса уже не играли существенной роли в политической жизни Англии. От единственного сына Роберта, Джона, пошла ветвь Феррерсов их Чартли (от которой позже отделилась ветвь Феррерсов из Уэма). Кроме того, от младшего брата Роберта, Уильяма, пошла ветвь Феррерсов из Гроуби.

### Феррерсы из Гроуби
Родоначальником этой ветви стал Уильям (I) Феррерс (ум. до 20 декабря 1287), 2-й сын Уильяма де Феррерса, 5-го графа Дерби. Отец завещал ему поместья Фейрстид, Стеббинг и Вудхэм в Эссексе, от матери, Маргарет де Квинси, дочери и сонаследницы Роджера де Квинси, 2-го графа Уинчестера, Уильям унаследовал поместье Гроуби в Лестершире и Ньюботтл в Нортгемптоншире, а также часть владений в Шотландии. Кроме того, старший брат Роберт де Феррерс, 6-й граф Дерби, передал Уильяму ряд владений в Лестершире. Как и брат, Уильям во второй баронской войне держал сторону Симона де Монфора. В 1264 году был захвачен в плен королевской армией в Нортгемптоне, но в июле 1266 года получил королевскую амнистию. Его единственный сын Уильям (II) де Феррерс (30 января 1272 — 20 марта 1325) активно участвовал в шотландских компаниях королей Эдуарда I и Эдуарда II и в 1399 году был призван в английский парламент как барон Феррерс из Гроуби.
Генри (I) де Феррерс (до 1303 — 15 сентября 1343), наследовавший Уильяму в 1325 году, был одним из самых успешных представителей семьи. Он удачно женился на Изабелле де Верден, наследнице барона Тибо де Вердена и Элизабет де Клер, сонаследницы Гилберта де Клера, графа Хартфорда и Глостера, благодаря чему унаследовал ряд владений в Ирландии и Мидленде между Дербиширом и Глостерширом. Генри входил в совет короля Эдуарда III и участвовал в его военных кампаниях.
В момент смерти Генри его наследнику Уильяму (III) (28 февраля 1333 — 7 января 1371), 3-му барону Феррерс из Гроуби, было всего 10 лет. До наступления совершеннолетия его земли управлялись королевой и принцем Эдуардом. Из-за этого, а также из-за эпидемии Чёрной смерти, которая серьёзно затронуло его владение, экономическое благосостояние Уильяма серьёзно ухудшилось. Чтобы как-то поправить свои дела, Уильям обменял графу Марчу ряд владений в Шропшире и Бекингемшире, а также продал большую часть владений в Ирландии. Уильям принимал участие в Столетней войне, участвуя в кампаниях 1355—1356, 1350—1360 и 1369 годов.
Наследовавший Уильяму Генри (II) де Феррерс (16 февраля 1356 — 3 февраля 1388), 4-й барон Феррерс из Гроуби, большую часть жизни проводил в своих владениях, регулярно участвуя в работе Лестерширских комиссий мирового суда. В 1385 году он принимал участие в шотландской компании Ричарда II. Его сын Уильям (IV) (ум. 28 марта 1254), 5-й барон Феррерс из Гроуби, в момент смерти отца был несовершеннолетним. После достижения совершеннолетия он участвовал в ирландском походе Ричарда II. Как и отец, он большую часть жизни проводил в своих владениях, не участвуя в английской политике.
Старший сын Уильяма, Генри, умер раньше отца. Хотя у Уильяма оставался в живых младший сын, Томас, наследницей состояния и титула отца стала Элизабет де Феррерс, дочь Генри. Через её брак с Эдвардом Греем из Ратина все владения перешли в род Греев. Томас же стал родоначальником ветвей Феррерсов из Тамуорта (угасла в конце XVII века) и Феррерсов из Беддесли Клинтона.

### Феррерсы из Чартли
Родоначальником ветви стал Джон Феррерс (20 июня 1271 — ок. августа 1312), единственный сын Роберта де Феррерса, 6-го графа Дерби, после смерти которого Джон унаследовал сильно сохранившиеся из-за конфискации владения Феррерсов. Он принимал участие в шотландских компаниях королей Эдуарда I и Эдуарда II 6 февраля 1299 года он был призван в английский парламент как 1-й барон Феррерс из Чартли — по поместью Чартли в Стаффордшире.
Старший сын Джона умер рано, продолжателем рода стал Роберт Феррерс (25 марта 1309 — 28 августа 1350), 3-й барон Феррерс из Чартли, 2-й сын Джона. Он призывался в английский парламент в 1342 году, участвовал в шотландских и французских компаниях Эдуарда III. От его младшего сына, Роберта де Феррерс из Уилишема, пошла ветвь Феррерсов из Уэма, наследником же был старший сын, Джон Феррерс (ок. 10 августа 1331 — 3 апреля 1367), 4-й барон Феррерс из Чартли. Он воевал в Гаскони, в парламент он не вызывался.
О последующих баронах известно мало. Эдмунд Феррерс (ок. 1386 — 17 декабря 1435), 6-й барон Феррерс из Чартли, принимал участие во Французской кампании Генриха V. Его наследникУильям Феррерс (ок. 1412 — 9 июня 1450), 7-й барон Феррерс из Чартли, оставил только дочь Анну Феррерс (1438 — 9 января 1469), которая принесла владения и титул в приданое в род Деверё. Однако младший брат Уильяма, Эдвард, оставил трёх сыновей. Младший из них, Ричард Феррерс из Тейнтона умер в 1494 году, оставив только дочь, после чего ветвь угасла.

### Феррерсы из Уэма
Родоначальником ветви был Роберт де Феррерс из Уилишема, 2-й сын Роберта Феррерса, 3-го барона Феррерса из Чартли. Он женился на Элизабет Ботелер, дочери и наследнице Уильяма Ботелера, 3-го барона Ботелера из Уэма. В 1375—1379 годах он вызывался в парламент как барон Феррерс из Уэма. Ему в 1380 году наследовал единственный сын Роберт, хотя в парламент он никогда не вызывался. Он был женат на Джоан Бофорт, легитимизированной дочери Джона Гонта, герцога Ланкастерского. От этого брака родилось две дочери — Элизабет и Мэри, между которыми после смерти отца в 1396 году были разделены владения и баронство. Джоан Бофорт после смерти мужа вторично вышла замуж за Ральфа Невилла, 1-го графа Уэстморленда.

## Генеалогия

### Происхождение
Уолкешин (Уолкелин) де Феррьер (умер примерно в 1035/1045), сеньор де Феррьер
- Генрих де Феррьер (умер в 1101 году, до 14 сентября), сеньор де Феррьер и де Шамбре, участник нормандского завоевания Англии, сеньор Татбери, Пилсбери и Даффилда, землевладелец в Дербишире и Стаффордшире; жена: Берта
  - Ингенульф де Феррьер, сеньор де Феррьер и де Шамбре, наследник нормандских владений отца, участник битвы при Таншбре, в которой был пленён, основатель французского рода сеньоров де Феррьер и де Шамбре, пресёкшегося в 1502 году. Ингенульф также владел землями в Англии (Лечлейд в Глостершире и Окем в Ратленде), которые в начале XIII века через его правнучку перешли во владение дома Мортимеров
  - Вильгельм де Феррьер (умер при жизни отца; возможно, не существовал, а этим именем называли Ингенульфа)
  - Роберт де Феррьер (Феррерс) (умер в 1139), 1-й граф Дерби с 1138), наследник английских владений отца; жена: Хавиза, дочь либо Андре I де Витре и Агнес де Мортен, либо Ги II де Лаваля и его второй жены Сесили, основатель английского дворянского рода Феррерсов
  - Амиция де Феррьер; муж: Нигель де Альбини, сеньор Кайноу (Бедфордшир)
- (?) Гундред де Феррьер; муж: Роберт Ле Блаунт из Иксуорта (умер после 1066)
- (?) Эмелин де Феррьер

### Ветвь графов Дерби
Роберт (I) де Феррьер (Феррерс) (ум. 1139), 1-й граф Дерби с 1138, наследник английских владений отца; жена: Хавиза, дочь либо Андре I де Витре и Агнес де Мортен, либо Ги II де Лаваля и его второй жены Сесили, основатель английского дворянского рода Феррерсов
- (?) Уильям де Феррерс
- Роберт (II) де Феррерс (ум. до 1160 или в 1162), 2-й граф Дерби с 1139, в 1154 году титул конфискован королём Генрихом II Плантагенетом; жена: Маргарита Певерел (ок. 1123/1126 — ?), дочери Уильяма Младшего Певерела из Ноттингема и Хавизы де Ланкастер
  - Уильям (I) де Феррерс (уб. 1190), 3-й граф Дерби де-юре с 1160/1162; жена: Сибилла де Браоз (ум. после 5 февраля 1228), дочь Уильяма (II) де Браоза, 3-го барона Брамбера и Берты Глостерской. Возможно, что после смерти Уильяма Сибилла вышла замуж вторично — за Адама де Порта.
    - Уильям (II) де Феррерс (ум. 22 сентября 1247), 4-й граф Дерби де-юре с 1190, 4-й граф Дерби де-факто с 1199; жена: с 1192 Агнеса (Алиса) Честерская (ум. 2 ноября 1247), дочь Гуго (Хьюго) де Кевильока, 3-го графа Честера, и Бертрады де Монфор
      - Уильям (III) де Феррерс (ум. 28 марта 1254), 5-й граф Дерби с 1247; 1-я жена: до 14 мая 1219 Сибилла Маршал (ум. до 1238), дочь Уильяма Маршала, 1-го графа Пембрука, и Изабеллы де Клер; 2-я жена: с 1238 Маргарет де Квинси (ум. до 12 марта 1281), дочь Роджера де Квинси, 2-го графа Уинчестера, и Хелен Гэллуэйской
        - (от 1-го брака) Агнесса де Феррерс (ум. 11 мая 1295); муж: ранее 1244 Уильям де Вески из Алника и Мэлтона (ум. до 7 октября 1253)
        - (от 1-го брака) Изабелла де Феррерс (ум. до 26 ноября 1260); 1-й муж: ранее 18 июня 1240 Гилберт Бассет II из Уикомба (ум. 31 июля 1241); 2-й муж: с 1243 Рейнольд де Моэн из Данстера (ум. 20 января 1258)
        - (от 1-го брака) Матильда де Феррерс (ум. 11 марта 1299); 1-й муж: Симон де Кайм из Кайма (ум. 10 июля 1248); 2-й муж: с 30 июля 1248/26 мая 1250 Гильом де Вивон Храбрый (ум. 22 мая 1259); 3-й муж: с 28 апреля 1264 (контракт) Эмери IX де Рошешуар (ум. 1284/1288), виконт де Рошешуар
        - (от 1-го брака) Сибила де Феррерс; муж: Фрэнсис де Богун из Мидхёрста (ум. 14 сентября 1273)
        - (от 1-го брака) Элеанор де Феррерс (ум. до 25 октября 1274); 1-й муж: Уильям де Во из Тэрстона и Виссета (ум. до 14 сентября 1252); 2-й муж: ранее 5 декабря 1252 Роджер де Квинси (ум. 25 апреля 1264), 2-й граф Уинчестер с 1219
        - (от 1-го брака) Джоан де Феррерс (ум. ок. октября 1267); 1-й муж: Джон де Моэн из Данстера (ум. 1253/1254); 2-й муж: с августа 1256 или ранее Роберт Огильон из Уоттона и Перчинга (ум. 15 февраля 1286)
        - (от 1-го брака) Агата де Феррерс (ум. 21 мая 1306); муж: после 26 мая 1250 Хью де Мортимер из Челмарша (ум. до июня 1275)
        - (от 2-го брака) Роберт (III) де Феррерс (ок. 1239 — 1279, ранее 29 апреля), 6-й граф Дерби в 1254—1266, титул конфискован в 1266 году; 1-я жена: с 26 июля 1249 (контракт) Мария де Лузиньян (ок. 1242 — после 11 июля 1266), дочь Гуго XI де Лузиньяна, графа де Ла Марш и д’Ангулем, и Иоланды Бретонской; 2-я жена: с 26 июня 1269 Элеанора де Богун (ум. 20 февраля 1314), дочь Хамфри V де Богуна, барона Брекона, и Маго де Лузиньян
          -             - (от 2-го брака) Элеанор Феррерс (ум. до мая 1308); муж: с 1289 Роберт Фицуолтер из Вудхэм Уолтера (1247 — 18 января 1326)
            - (от 2-го брака) Джон Феррерс (20 июня 1271 — ок. августа 1312), 1-й барон Феррерс из Чартли с 1299; жена: с 1300 (лицензия) Хафиза де Мускегрос (21 декабря 1276 — ок. 1340/1350), дочь Роберта де Мускегроса из Стоуэла и Агнессы, вдова Уильяма де Мортимера из Бриджуотера (ум. до июня 1297)
              - Ветвь баронов Феррерс из Чартли

        - (от 2-го брака) Уильям (I) Феррерс (ок. 1240 — до 20 декабря 1287); 1-я жена: с 1270 Анна, дочь Алана Дорварда, графа Атолла, вдова Колбана Макдуфа, графа Файфа; 2-я жена: Элеонора Лувенская (ум. после 3 мая 1326), дочь Мэтью Лувенского и Мюриэли
          - Ветвь баронов Феррерс из Гроуби

        - (от 2-го брака) Джоан де Феррерс (ум. 19 марта 1310); муж: с 1267 Томас де Беркли (1245 — 23 июля 1321), 1-й барон Беркли с 1295
        - (от 2-го брака) Элизабет де Феррерс (ум. 1297); 1-й муж: Уильям Маршал (ум. 1265); 2-й муж: Давид III ап Грифид (ок. 1235 — 3 октября 1283), принц Уэльский с 1282

      - Томас Феррерс из Чертли (ум. после 1266)
      - Хью де Феррерс из Багбрука (ум. ок. 1257); жена: Ne, дочь Роджера де Мого, стюарта Честера
        - Сесили де Феррерс (ум. 1290); 1-й муж: Джон де Оддингсейл (ум. 1257); 2-й муж: Годфри де Бомон из Дрейтона

      - Агнес де Феррерс; муж: Джон де Випон (ок. 1215 — 25 июля 1241), барон Уэстморленда и шериф Уэстморленда

    - (?) Милисента де Феррерс; муж: Роджер III де Мортимер (ум. до 19 августа 1214), барон Вигмора
    - Петронилла де Феррерс; муж: с 1214 или ранее Эрве Бэгот из Стаффорда (ум. ноябрь 1236/12 мая 1237)
    - (?) Роберт де Феррерс (ум. 4 декабря 1225); жена: Джоанна де Бокленд (ум. 16 ноября 1251), дочь Уильяма де Бокленда и Матильды де Сей. Её вторым мужем был Джеффри д’Авранш (ум. 26 ноября 1236)
    - Агата де Феррерс, любовница короля Иоанна Безземельного

  - Матильда (Мод) де Феррерс; муж: Бертран де Верден (ум. ок. 1191)
  - (?) Изольда де Феррерс (ум. после 1185); муж: Стефан де Бошан (ум. до 1185). По другой версии она была дочерью 1-го графа Дерби.
- (?) Уолшелин де Феррерс
- Изабелла де Феррерс; муж: Роберт I де Кауз (ум. после 1130)
- (?) Ne де Феррерс; муж: Ральф де Пейнел
- (?) Ne де Феррерс; муж: Уолшелин де Манио

### Ветвь Феррерсов из Гроуби
Уильям (I) Феррерс (ок. 1240 — до 20 декабря 1287); 1-я жена: с 1270 Анна, дочь Алана Дорварда, графа Атолла, вдова Колбана Макдуфа, графа Файфа; 2-я жена: Элеонора Лувенская (ум. после 3 мая 1326), дочь Мэтью Лувенского и Мюриэли. После смерти мужа Элеонора вышла замуж вторично, её мужем ранее 28 января 1289 стал Уильям Смелый Дуглас (ум. 1298)
- (от 1-го брака) Уильям (II) де Феррерс (30 января 1272 — 20 марта 1325), 1-й барон Феррерс из Гроуби с 1299; жена: Элен (ум. после 9 февраля 1317)
  - Генри (I) де Феррерс (до 1303 — 15 сентября 1343), 2-й барон Феррерс из Гроуби с 1325; жена: ранее 20 февраля 1331 Изабелла де Верден (21 марта 1317 — 25 июля 1349), дочь Теобальда де Вердена, 1-го барона Вердена, и Элизабет де Клер
    - Уильям (III) де Феррерс (28 февраля 1333 — 7 января 1371), 3-й барон Феррерс из Гроуби с 1343; 1-я жена: с 1344 Маргарет де Уффрод (ум. 1368), дочь Роберта де Уффорда, 1-го графа Саффолка, и Маргарет де Келли; 2-я жена: ранее 25 мая 1368 Маргарет де Перси (ум. 2 сентября 1375), дочь Генри Перси, 2-го барона Перси из Алника, и Идонеи де Клиффорд, вдова Роберта де Умфравиля
      - (от 1-го брака) Генри де Феррерс (16 февраля 1356 — 3 февраля 1388), 4-й барон Феррерс из Гроуби с 1371; жена: ранее 27 апреля 1371 Джоан (ум. 30 мая 1394)
        - Уильям (IV) де Феррерс (ум. 1445), 5-й барон Феррерс из Гроуби с 1388; 1-я жена: после 10 октября 1388 Филиппа де Клиффорд (ум. после 4 июля 1405), дочь Роджера де Клиффорда, 5-го барона де Клиффорд, и Мод де Бошан; 2-я жена: Маргарет де Монтегю, дочь Джона де Монтегю, 3-го графа Солсбери, и Матильды Фрэнсис; 3-я жена: ранее 26 октября 1416 Элизабет де Стендиш (ум. январь/февраль 1442), дочь Роберта де Стендиша из Алнес-Уолтона и Изоды, вдова Джона де Роттесли из Роттесли и Уильяма Ботильера из Уоррингтона и Лейтона
          - (от 1-го брака) Генри Феррерс (ум. до 1423); жена: с 13 июля 1416 Изабелла де Моубрей (ум. 27 сентября 1452), дочь Томаса Моубрея, 1-го герцога Норфолка, и его второй жены Элизабет Фицалан. Её вторым мужем был с ок. 1423/1424 Джеймс де Беркли (ок. 1394 — ноябрь 1463), 1-й барон Беркли
            - Элизабет Феррерс (ок. 1419 — ок. 23 января 1483), 6-я баронесса Феррерс из Гроуби с 1445, внучка предыдущего; 1-й муж: Эдвард Грей из Ратина (ок. 1415 — 18 декабря 1457), барон Феррерс из Гроуби с 1446, 6-й барон Эстли; 2-й муж: Джон Буршье (ум. 1495), барон Феррерс из Гроуби в 1462—1483

          - (от 1-го брака) Маргарет Феррерс (ум. 16 января 1451/1452); муж: с 1427 Ричард Грей (ум. 13/20 августа 1442), 6-й барон Грей из Уилтона с 1396
          - (от 3-го брака) сэр Томас Феррерс из Тамуорта (ум. 1459); жена: Элизабет Фревилл, дочь Балдуина де Фревилл из замка Тамуорт
            - ветви Феррерсов из Тамуорта и Феррерсов из Беддесли Клинтона

          - (от 3?-го брака) Джон Феррерс
          - (от 3?-го брака) Эдмунд Феррерс из Сент-Олбанса

      - (от 1-го брака) Элизабет де Феррерс
      - (от 1-го брака) Маргарет де Феррерс (ум. 22 января 1407); муж: ранее апреля 1381 Томас (до 16 марта 1339 — 8 апреля 1401), 12-й граф Уорик с 1369

    - Филиппа Феррерс (ум. до 10 августа 1384); муж: ранее 1353 Гай де Бошан (ум. 28 апреля 1360)
    - Элизабет де Феррерс

  - Ральф де Феррерс (ум. после 6 ноября 1375)
  - Энн де Феррерс (ум. 8 августа 1367); муж: с 20 апреля 1335 сэр Эдвард (ок. 1310 — 30 сентября 1342)
- (от 1-го брака) (?) Энн де Феррерс; муж: Джон де Грей (ум. 28 октября 1323), 2-й барон Грей из Уилтона с 1308

### Ветвь Феррерсов из Чартли
Джон Феррерс (20 июня 1271 — ок. августа 1312), 1-й барон Феррерс из Чартли с 1299; жена: с 1300 (лицензия) Хафиза де Мускегрос (21 декабря 1276 — ок. 1340/1350), дочь Роберта де Мускегроса из Стоуэла и Агнессы, вдова Уильяма де Мортимера из Бриджуотера (ум. до июня 1297). Третьим мужем Хафизы был Джон де Бюр
- Джон (умер в 1324), 2-й барон Феррерс из Чартли с 1312.
- Роберт Феррерс (25 марта 1309 — 28 августа 1350), 3-й барон Феррерс из Чартли с 1324; 1-я жена: с 1324/1330 Маргарет (ум. после августа 1331); 2-я жена: Джоан де Ла Мот (ум. 29 июня 1375), вдова Эдмунда де Ла Мот
  - (от 1-го брака) Джон Феррерс (ок. 10 августа 1331 — 3 апреля 1367), 4-й барон Феррерс из Чартли с 1350; жена: Элизабет Стаффорд (ок. 1340 — 7 августа 1375), дочь Ральфа Стаффорда, 1-го графа Стаффорда, от второго брака с Маргарет де Одли, вдова Фалька Ле Стренджа, 3-го барона Стренджа из Блекмера. Её третьим мужем был Реджинальд де Кобем (1348 — 6 июля 1403), 2-й барон Кобем из Стерборо с 1361
    - Роберт Феррерс (31 октября 1357 или 1359 — 12/13 марта 1413), 5-й барон Феррерс из Чартли с 1367; 1-я жена: с ок. 1376/1378 Элизабет; 2-я жена: Маргарет ле Диспенсер (ок. 1360 — 3 ноября 1415), дочь Эдварда ле Диспенсера (24 марта 1336 — 11 ноября 1375), 1/5-го барона ле Диспенсера, и Элизабет де Бургерш
      - Эдмунд Феррерс (ок. 1386 — 17 декабря 1435), 6-й барон Феррерс из Чартли с 1413; жена: Элен Рош (ум. 4 ноября 1440), дочь и сонаследница Томаса Роша из замка Бромвич и Элизабет Бирмингем. Её вторым мужем ранее 3 мая 1438 стал Филипп Четвинд из Ингестра
        - Уильям Феррерс (ок. 1412 — 9 июня 1450), 7-й барон Феррерс из Чартли с 1435; жена: Элизабет Билнэп (ум. 28 мая 1471), дочь Хэмона Билнэпа из Сент-Мэри Крей и Джоан Ботелер из Садели
          - Анна Феррерс (1438 — 9 января 1469), 8-я баронесса Феррерс из Чартли с 1450; муж: Уолтер Деверё (ок. 1432 — 22 августа 1485), барон Феррерс из Чартли (по праву жены) с 1450, 8-й барон Феррерс из Чартли с 1461

        - Эдмунд Феррерс
          - Мартин Феррерс из Тейнтона (ум. 1484)
          - Генри Феррерс из Тейнтона (ок. 1430 — 1486)
          - Ричард Феррерс из Тейнтона (ок. 1446 — 1494); жена: Элизабет, дочь Ричарда
            - Элизабет Феррерс (ок. 1494 — ?)

        - Генри Феррерс
        - Ричард Феррерс
        - Эдвард Феррерс
        - Джоан Феррерс; муж: с 1431 Джон де Клинтон (1410 — 24 сентября 1464), 5-й барон Клинтон с 1431

      - Томас Феррерс
      - Эдвард Феррерс (ум. 1415)
      - Элизабет Феррерс (ум. после 4 июля 1409)
      - Филиппа Феррерс; муж: Томас Грин из Грин Нортон (1400 — 1462)

  - (от 2-го брака) Роберт де Феррерс из Вилишема (до 1350 — 24/30 декабря 1380), барон Ботильер из Уэма (по праву жены), 1-й барон Феррерс из Уэма с 1375; жена: с 27 сентября 1369 (лицензия) Элизабет Ле Ботильер (ок. 1344/1345 — июнь 1411), баронесса Ботильер из Уэма с 1369
    - Ветвь баронов Феррерс из Уэма
- Перонелла де Феррерс; муж: Ричард Монмут из Роули Реджис (ум. 1330)
- Элеанор де Феррерс; муж: с ок. 1329 Томас де Латум (ок. 1300/1301 — 1370)

### Ветвь Феррерсов из Уэма
Роберт де Феррерс из Вилишема (до 1350 — 24/30 декабря 1380), барон Ботелер из Уэма (по праву жены), 1-й барон Феррерс из Уэма с 1375; жена: с 27 сентября 1369 (лицензия) Элизабет Ботелер (ок. 1344/1345 — июнь 1411), 4-я баронесса Ботелер из Уэма с 1369. Её вторым мужем с 1382 года был сэр Джон Сэй, третьим — сэр Томас Молинтон (ум. 7 мая 1408)
- Роберт Феррерс (ок. 1373 — до 29 ноября 1396), 2-й барон Феррерс из Уэма с 1380; жена: ранее 30 сентября 1394 Джоанна Бофорт (ок. 1379 — 13 ноября 1440), легитимизированная дочь Джона Гонта, герцога Ланкастерского, и Екатерины Суинфорд. Её вторым мужем ранее 29 ноября 1396 стал Ральф Невилл (ок. 1364 — 21 октября 1425), 4-й барон Невилл из Рэби с 1388, 1-й граф Уэстморленд с 1397
  - Елизавета Феррерс (ок. 1393 — после 10 июля 1434); муж: с 28 октября 1407 (контракт) Джон Грейсток (ок. 1388/1389 — 8 августа 1436), 4-й барон Грейсток с 1418
  - Мэри Феррерс (ок. 1394 — 25 января 1458), баронесса Оверсли; муж: Ральф де Невилл (ок. 1392 — 25 февраля 1458), барон Байвелл и Стифорд в Нортумберленде.